# 赤石村 (青森県)
赤石村（あかいしむら）は、かつて青森県の津軽地方西部にあった村。
1945年（昭和20年）3月22日午後11時頃、赤石川で雪泥流が発生して大然（おおじかり）と佐内（さない）の2集落を襲い、家屋21戸のうち20戸が流されて88人が死亡した。

## 沿革
- 1889年（明治22年）4月1日：町村制施行により西津軽郡赤石村、館前村、日照田村、深谷村、小森村、一ツ森村、鬼袋村、種里村、姥袋村、南金沢村が合併し、赤石村が発足。
- 1955年（昭和30年）3月31日：西津軽郡鰺ヶ沢町、中村、舞戸村、鳴沢村と合併し、鰺ヶ沢町を新設して消滅。

## 交通

### 鉄道
- 日本国有鉄道
  - 五能線陸奥赤石駅